# Quarter
Le quarter est le nom donné à deux unités de mesure anglo-saxonnes : l'une est une mesure de masse, l'autre, une mesure de longueur.

## Mesure de masse
Le quarter est une unité de mesure de masse anglo-saxonne utilisé dans le système "avoirdupois" (système de mesure de masse employé au Royaume-Uni et aux États-Unis).
Il est notamment utilisé pour la mesure des grains.
Équivalence :
- 1 quarter = 2 stones (système de mesure anglo-saxon)
- 1 quarter = 12,700588 kilogrammes (système de mesure international)

## Mesure de longueur
En tant que mesure de longueur, le quarter est l'autre nom du span. Il s'agit d'un quart de yard.
Équivalence :
- 1 quarter = 9 inches (9 pouces) (système de mesure anglo-saxon)
- 1 quarter = 22,86 centimètres (système de mesure international)

## Autres
- Quarter (pièce américaine)

## À voir
Conversion des unités
Tout sur les Unités de mesure